# Elapotinus picteti
Elapotinus picteti – gatunek węża z rodziny Pseudoxyrhophiidae; jedyny przedstawiciel rodzaju Elapotinus. Jest endemitem Madagaskaru.
Gatunek i rodzaj opisał w 1862 roku włoski przyrodnik Giorgio Jan. Przez ponad 150 lat nie było wiadomo, skąd pochodził jedyny znany okaz tego gatunku, dopiero w 2014 roku Kucharzewski i inni wykazali, że jest on identyczny z gatunkiem z Madagaskaru znanym dotąd jako Pararhadinaea albignaci (bądź Exallodontophis albignaci).